# 普罗地平
普罗地平（开发代号：BY-101）是一种含氮有机化合物，分子式C
20H
25N，结构上与叔丁哌苯相似，用作帕金森氏症治疗药物，从未上市销售。